# Гексафторид збідненого урану
Гексафторид збідненого урану (ГЗУ, англ. DUHF; також називають хвостами збідненого урану або DUF6) — є побічним продуктом переробки гексафториду урану в збагачений уран. Є однією з хімічних форм збідненого урану (до 73-75 %), іншими формами є октооксид триурану (до 25 %) і металевий збіднений уран (до 2 %). ГЗУ в 1,7 рази менш радіоактивний, ніж гексафторид урану та природний уран.

## Історія
Концепція збідненого та збагаченого урану виникла майже через 150 років після відкриття урану Мартіном Клапротом у 1789 році. У 1938 році два німецькі фізики Отто Ган і Фріц Штрассман зробили відкриття поділу атомного ядра ізотопу 235U, яке було теоретично обґрунтовано Лізою Майтнер, Отто Робертом Фрішем і паралельно з ними Готфрідом фон Дросте і Зігфрідом Флюгге. Це відкриття поклало початок мирному і військовому використанню внутрішньої атомної енергії урану. Через рік Юлій Харитон і Яків Зельдович першими теоретично довели, що при незначному збагаченні природного урану ізотопом 235U можна запустити процес ланцюгового характеру, створивши необхідні умови для безперервного поділу атомів ядра. Принцип ланцюгової ядерної реакції полягає в тому, що хоча б один нейтрон під час розпаду атома ізотопу 235U буде захоплений іншим атомом 235U і, відповідно, також викличе його розпад. У цьому процесі чималу роль відіграє ймовірність такого «захоплення». Для збільшення цієї ймовірності необхідне часткове збільшення ізотопу 235U, який у природному урані становить лише 0,72 %, разом із основним ізотопом 238U, частка якого складає 99,27 % і 234U — 0,0055 % відповідно. Невелика частка вмісту ізотопу 235U у природному урані викликала необхідність збагачення природного урану цим ізотопом для використання основним матеріалом для розщеплення в більшості областей ядерної технології.
З часом у процесі удосконалення ядерних технологій були визначені оптимальні техніко-економічні рішення для збільшення частки 235U, тобто збагачення урану і, як наслідок цих процесів, поява еквівалентної кількості збідненого урану із вмістом ізотопу 235U менше 0,72 %. Вміст 235U в збідненому урані, що утворюється в процесі збагачення, залежить від мети збагачення.

### Конкуренція
До середини 1960-х років Сполучені Штати мали монополію на постачання уранового палива для атомних електростанцій країн Заходу. У 1968 році СРСР заявив про готовність прийняти замовлення на збагачення урану. У результаті у світі почав формуватися новий конкурентний ринок, почали з'являтися нові комерційні компанії зі збагачення (URENCO та Eurodif). У 1971 році був підписаний перший радянський контракт з Французькою комісією з альтернативних джерел енергії та атомної енергії, де активно будувалися атомні електростанції. У 1973 році було підписано близько 10 довгострокових контрактів з енергетичними компаніями Італії, Німеччини, Великої Британії, Іспанії, Швеції, Фінляндії, Бельгії та Швейцарії. До 2017 року великі комерційні збагачувальні заводи вже працювали у Франції, Німеччині, Нідерландах, Великій Британії, США, Росії та Китаю. Розвиток ринку збагачення урану призвів до того, що за цей період у світі накопичилося понад 2 мільйони тонн ГЗУ.

### Термінологія
Після відкриття урану та його властивостей деякі терміни, такі як Q-метал, збіднений сплав або D-38, застаріли, і були замінені новими. ГЗУ інколи називають збідненим ураном (ЗУ), і так само збіднений уран іноді називають гексафторидом урану (UF6). Проте всі три терміни мають суттєві відмінності між собою не лише в ізотопному складі (ГЗУ є продуктом переробленого гексафториду урану), але й у розумінні цілого та складових частин. Збіднений уран, в цілому, може існувати в кількох хімічних формах; у вигляді ГЗУ, найпоширенішої форми, з щільністю 5,09 г/см3, у вигляді збідненого октооксиду триурану з щільністю 8,38 г/см3 і у вигляді збідненого металевого урану з щільністю 19,01 г/см3.

## Фізичні властивості
Ключовою відмінністю гексафториду урану від ГЗУ, крім ізотопного складу, є відмінність в їх походженні, а також в подальшому призначення і застосуванні. Гексафторид урану є проміжним продуктом, який штучно створюють шляхом фторування тетрафториду урану фтором у кількостях, необхідних для отримання збагаченого урану. Навпаки, ГЗУ є залишковим продуктом перетворення гексафториду урану в збагачений уран. Наприкінці процесу збагачення 235U початковий гексафторид урану з його природним ізотопним складом (завдяки співвідношенню ізотопів природного урану) перетворюється на два інші продукти (з новими ізотопними співвідношеннями 235U, 238U та 234U) — збагачений уран і ГЗУ.
Через те, що різні ізотопи урану мають однакові хімічні властивості, хімічні та фізичні властивості збідненого гексафториду урану та природних речовин гексафториду урану, а також збагаченого урану ідентичні, за винятком ступеня радіоактивності. Гексафторид збідненого урану, як первинна форма збідненого урану, може бути перетворений в інші форми збідненого урану з іншою щільністю. За стандартних умов збіднений уран виглядає як прозорі або світло-сірі кристали з щільністю 5,09 г/см3. При температурі 64,1 °C і тиску 1,5 атм, твердий ГЗУ перетворюється в газоподібну форму минаючи рідку фазу. Критична температура ГЗУ становить 230,2 °C, а критичний тиск — 4,61 МПа.

## Радіоактивність
Радіоактивність ГЗУ визначається ізотопним складом урану та співвідношенням його ізотопів (234U, 235U та 238U), оскільки фтор у з'єднанні має лише один стабільний ізотоп 19F. Швидкість радіоактивного розпаду природного гексафториду урану (з 0,72 % 235U) становить 1,7×104 Бк/г і визначається ізотопами 238U і 234U на 97 %.
| Ізотоп урану | Масова частка в природному урані | Період напіврозпаду, років | Активність 1 мг чистого ізотопу | Внесок в активність природного урану |
| ------------ | -------------------------------- | -------------------------- | ------------------------------- | ------------------------------------ |
| 238U         | 99,27 %                          | 4,51×109                   | 12,4 Бк                         | 48,8 %                               |
| 235U         | 0,72 %                           | 7,04×108                   | 80 Бк                           | 2,4 %                                |
| 234U         | 0,0055 %                         | 2,45×105                   | 231000 Бк                       | 48,8 %                               |

При збагаченні урану збільшується вміст легких ізотопів 234U і 235U. І хоча 234U*, незважаючи на його значно нижчу масову частку, робить більший внесок в активність, цільовим ізотопом для використання в ядерній промисловості є 235U. Тому ступінь збагачення або збіднення урану визначається вмістом 235U. Залежно від вмісту 235U нижче природного рівня 0,72 %, активність ГЗУ може бути значно нижчою, ніж у природного гексафториду урану.
| Тип гексафториду урану                         | Вміст 235U | Швидкість радіоактивного розпаду, Бк/г | Активність у порівнянні з природним гексафторидом урану |
| ---------------------------------------------- | ---------- | -------------------------------------- | ------------------------------------------------------- |
| Природній (з природним складом ізотопів урану) | 0,72 %     | 1,7×104                                | 100 %                                                   |
| Збіднений                                      | 0,45 %     | 1,2×104                                | 70 %                                                    |
| Збіднений                                      | 0,2 %      | 5,3×103                                | 32 %                                                    |
| Збіднений                                      | 0,1 %      | 2,7×103                                | 16 %                                                    |

*Значення швидкості радіоактивного розпаду включають активність 234U, який концентрується в процесі збагачення, і не включають внесок дочірніх продуктів.

## Виробництво

Ілюстрація процесу збагачення гексафториду урану

Для ядерної енергетики використовується низькозбагачений уран (НЗУ) зі збагаченням від 2 до 5 % 235U (з деякими винятками, коли використовується 0,72 % природного складу, наприклад в канадських реакторах CANDU), на відміну від збройового високозбагаченого урану з вмістом 235U понад 20 %, а в деяких випадках понад 90 %, що досягається при найвищих рівнях збагачення. Для отримання збагаченого урану використовуються різні методи поділу ізотопів, головним чином центрифугування і, в минулому, метод газової дифузії. Більшість із них працюють із газоподібним гексафторидом урану (UF6), який, у свою чергу, отримують шляхом фторування тетрафториду елементарного урану (UF4 + F2 → UF6) або оксидів урану (UO2F2 + 2 F2 → UF6 + O2), з великим виділенням тепла в обох випадках. Оскільки гексафторид урану є єдиною сполукою урану, яка є газоподібною при відносно низькій температурі, він відіграє ключову роль у ядерному паливному циклі як речовина, придатна для розділення ізотопів 235U та 238U. Після отримання збагаченого гексафториду урану з природним ізотопним складом залишок (приблизно 95 % від загальної маси) перетворюється на збіднений гексафторид урану (як форма збідненого урану), який складається в основному з 238U, оскільки його вміст 235U становить значно менше 0,72 % (залежно від ступеня збагачення) і практично не містить 234U. У 2020 році у світі накопичилося майже два мільйони тонн збідненого урану. Основна його частина зберігається у вигляді ГЗУ в спеціальних сталевих резервуарах.
Методи поводження зі збідненим ураном у різних країнах залежать від їхньої стратегії ядерного паливного циклу. МАГАТЕ визнає, що визначення політики є прерогативою уряду (п. VII Об'єднаної конвенції про безпеку поводження з відпрацьованим паливом та про безпеку поводження з радіоактивними відходами). Враховуючи технологічні можливості та концепції ядерного паливного циклу в кожній країні, з доступом до установок розділення, ГЗУ можна розглядати як цінну сировину, з одного боку, або як низькоактивні відходи з іншого. Тому єдиного правового та нормативного статусу ГЗУ у світі не існує. Звіт експерта МАГАТЕ ISBN 92-64-195254, 2001 року та спільна доповідь OECD, NEA та МАГАТЕ щодо управління збідненим ураном 2001 року, визнають ГЗУ цінною сировиною.
| Виробництва з розділу урана, країна    | Накопичений ГЗУ (тис. тонн) | Річний приріст запасів ГЗУ (тис. тонн) | Форма зберігання збідненого урану (ГЗУ, оксид, метал) |
| -------------------------------------- | --------------------------- | -------------------------------------- | ----------------------------------------------------- |
| USEC / DOE (США)                       | 700                         | 30                                     | UF6                                                   |
| РОСАТОМ (Росія)                        | 640                         | 15                                     | UF6                                                   |
| EURODIF (Франція)                      | 200                         | 18                                     | UF6, U3O8                                             |
| BNFL(Велика Британія)                  | 44                          | 0                                      | UF6                                                   |
| URENCO (Німеччина, Нідерланди, Англія) | 43                          | 6                                      | UF6                                                   |
| JNFL, PNC(Японія)                      | 38                          | 0,7                                    | UF6                                                   |
| CNNC (Китай)                           | 30                          | 1,5                                    | UF6                                                   |
| SA NEC(Південна Африка)                | 3                           | 0                                      | UF6                                                   |
| Інші (Південна Америка)                | <1,5                        | 0                                      | -                                                     |
| Всього                                 | ≈ 1700                      | ≈ 70                                   | UF6, (U3O8)                                           |

## Застосування
В результаті хімічного перетворення ГЗУ отримують безводний фтористий водень та/або його водний розчин (тобто плавикову кислоту), які мають певний попит на ринках неядерної енергетики, таких як алюмінієва промисловість, у виробництві холодоагентів, гербіцидів, фармацевтики, високооктанового бензину, пластмаси тощо. Він також використовується для повторного застосування фтористого водню у виробництві гексафториду урану (UF6) шляхом перетворення октооксиду триурану (U3O8) у тетрафторид урану (UF4) перед подальшим фторуванням у гексафторид урану (UF6).

## Обробка
У світовій практиці переробки ГЗУ існує кілька напрямків. Деякі з них пройшли випробування в напівпромислових умовах, а інші експлуатувалися і експлуатуються в промислових масштабах з метою скорочення запасів уранових хвостів і забезпечення хімічної промисловості фтористоводневої кислотою і промисловими фторорганічними продуктами.
| Метод                                             | Реакція                                                       | Кінцевий продукт                                                                |
| ------------------------------------------------- | ------------------------------------------------------------- | ------------------------------------------------------------------------------- |
| Пірогідроліз                                      | UF6 + H2O → UO2F2 + 4 HF 3 UO2F2 + 3 H2O → U3O8 + 6 HF + ½ O2 | Октоксид триурану і плавикова кислота (20 -f 50 % HF)                           |
| Пірогідроліз в киплячому шарі (на гранулах UO2)   |                                                               | Діоксид урану (зернистий) щільністю до 6 г/см3 і плавикова кислота (до 90 % HF) |
| Відновлення водню                                 | UF6 + H2 → UF4 + 2 HF                                         | Тетрафтористий уран і фтористий водень                                          |
| Відновлення за допомогою органічних сполук (CHCI) | UF6 + CHCI = CCI2 → UF4 + CHCIF — CCI2F                       | Тетрафторид урану, холодоагенти, в тому числі безпечні з огляду на озон (X-122) |
| Відновлення за допомогою органічних сполук (ССI4) | UF6 + CCI4 → UF4 + CF2CI2 + CI2                               | Тетрафторид урану та холодоагенти типу метану                                   |
| Плазмохімічне перетворення                        | UF6 + 3 H — OH → 1/3 U3O8 + 6 HF + 1/6 O2                     | Октоксид триурану (щільність 4,5-4,7 г/см3) і фтористий водень                  |
| Радіаційно-хімічне відновлення UF6                | UF6 + 2 e → UF4 + 2 °F                                        | Тетрафторид урану і фтор.                                                       |

Залежно від стратегії ядерного паливного циклу, технологічних можливостей, міжнародних конвенцій і програм, таких як Цілі сталого розвитку (ЦСР) і Глобальний договір ООН, кожна країна індивідуально підходить до питання використання накопиченого збідненого урану. Сполучені Штати прийняли низку довгострокових програм щодо безпечного зберігання та переробки запасів ГЗУ перед їх остаточною утилізацією.

### Цілі сталого розвитку
Відповідно до Цілей сталого розвитку ООН, ядерна енергетика відіграє важливу роль не лише у забезпеченні доступу до доступної, надійної, сталої та сучасної енергії (ціль 7), але й у сприянні досягненню інших цілей, зокрема у боротьбі з бідністю, голодом і дефіцитом води, економічному зростанні та галузеві інновації. Низка країн, таких як Сполучені Штати, Франція, Росія та Китай, через своїх провідних операторів ядерної енергетики взяли на себе зобов'язання досягти Цілей сталого розвитку. Для досягнення цих цілей застосовуються різні технології як у переробці ВЯП, так і в переробці накопиченого ГЗУ.

## Перевезення
Міжнародна політика транспортування радіоактивних матеріалів регулюється Міжнародним агентством з атомної енергії (МАГАТЕ) з 1961 року. Ці правила реалізовані в політиці Міжнародної організації цивільної авіації (ICAO), Міжнародної морської організації (IMO) і регіональних транспортних організацій.
Гексафторид збідненого урану транспортують і зберігають при нормальних умовах у твердому стані та в герметичних металевих контейнерах з товщиною стінок близько 1 см (0,39 дюйма), призначених для екстремальних механічних і корозійних впливів. Наприклад, найпоширеніші контейнери «Y48» для транспортування та зберігання містять до 12,5 тонн ГЗУ у твердому вигляді. ГЗУ завантажується та вивантажується з цих контейнерів у заводських умовах при нагріванні, у рідкому вигляді та через спеціальні автоклави.

## Небезпека
Через його низьку радіоактивність основна небезпека для здоров'я ГЗУ пов'язана з його хімічним впливом на функції організму. Хімічний вплив є основною небезпекою на підприємствах, пов'язаних з обробкою ГЗУ. Сполуки урану та фториду, такі як фтористий водень (ФВ), токсичні при низьких рівнях хімічного впливу. Коли ГЗУ контактує з вологим повітрям, він реагує з утворенням ФВ і газоподібного уранілфториду. ФВ є корозійною кислотою, яка може бути надзвичайно небезпечною при вдиханні; це одна з головних небезпек на виробництві в таких галузях.
У багатьох країнах граничний пороговий рівень впливу розчинних сполук урану пов'язаний з максимальною концентрацією 3 мкг урану на грам ниркової тканини. Будь-які ефекти, спричинені впливом цих рівнів на нирки, вважаються незначними та тимчасовими. Сучасна практика, заснована на цих обмеженнях, забезпечує адекватний захист працівників уранової промисловості. Щоб гарантувати, що ці концентрації в нирках не перевищуються, законодавство обмежує довгострокові (8 годин) концентрації розчинного урану в повітрі робочого місця до 0,2 мг на кубічний метр і короткочасні (15 хвилин) до 0,6 мг на кубічний метр.

### Інциденти під час транспортування
У серпні 1984 року вантажне судно MS Mont Louis затонуло в Ла-Манші з 30 повними та 22 порожніми контейнерами ГЗУ на борту. Було вилучено 30 контейнерів (типу 48-Y) з гексафторидом урану, а також 16 із 22 порожніх контейнерів (типу 30-B). Під час огляду 30 контейнерів в одному випадку виявлено невелике протікання запірної арматури. Було відібрано 217 проб, проведено 752 різні аналізи та 146 вимірювань рівнів доз на контейнерах. Не було виявлено доказів витоку ні радіоактивних (природного або переробленого урану), ні фізико-хімічних речовин (фтор або плавикова кислота). Як повідомляє The Washington Post, цей інцидент не був небезпечним, оскільки вантаж урану був у своєму природному стані з вмістом ізотопу 235U 0,72 % або менше, і лише частина його була збагачена до 0,9 %.